# Antoni Grifell i Llucià
Antoni Grifell i Llucià (Igualada, 1845 - Barcelona, 1905) va ser un actor, escriptor i director teatral català.
Començà la seva carrera com a actor a les companyies La Gata i del Romea, aquesta darrera els anys 1864-65. Cinc anys després, el 70, estrenà l'obra El diari ho porta a Barcelona. De l'actuació passà a la direcció, tot encapçalant obres al Liceu, al Nou Retir i al Novetats, mentre que el 1871 escrigué Sant Martí de Brufaganya, un melodrama en vers.
Amb la seva pròpia companyia actuà al Teatre Principal de Mataró en etapes entre 1879 i 1883, així com als teatres Clavé i Euterpe. A causa d'un enfrontament, deixà aquesta companyia i en formà una de nova, que estrenà en recintes com el Principal o l'Euterpe.